# Zakrzepica żył miednicy
Zakrzepica żył miednicy – przeważnie niezapalne, częściowe lub całkowite zamknięcie zakrzepami światła żył, zarówno żyły biodrowej wewnętrznej i jej dopływów, jak i żyły biodrowej zewnętrznej.

## Etiologia
We wczesnej ciąży występuje zwolnienie powrotu żylnego z kończyn dolnych, lecz dopiero w późnej ciąży ma znaczenie patogenetyczne ze względu na powiększoną macicę oraz po porodzie z powodu dłuższego wypoczynku w łóżku. Przyczyną zakrzepicy mogą być również zmiany w ścianach naczyń żylnych podczas połogu. Zmiany zwyrodnieniowe stwierdza się podczas ciąży w związku z żylakami, które mogą się rozszerzać na żyły miednicy.

## Czynniki ryzyka
Zwiększone ryzyko występuje u kobiet z dziedziczną mutacją czynnika V Leiden, mutacją genu protrombiny, niedoborem białka S lub białka C, niedoborem antytrombiny oraz nabytą trombofilią taką jak zespół antyfosfolipidowy.

## Objawy kliniczne
Wywiad obciążony powikłaniami zakrzepowo-zatorowymi: przebyte zakrzepice, nadwaga, nadciśnienie indukowane ciążą, żylaki, powikłania okresu łożyskowego, porody zakończone operacjami.
Objawy ogólne: Zwiększona częstość tętna (objaw Mahlera), podwyższona temperatura ciała do stanu podgorączkowego (objaw Michaelisa).
Objawy miejscowe: bolesność uciskowa przymacicz, wypełnienie lub zakrzepica żylaków odbytu, samoistna lub uciskowa bolesność pachwin oraz w przebiegu dużych naczyń kończyn dolnych, obrzęk zastoinowy kończyny dolnej, błyszcząca skóra lub zasinienie, ból podczas wypełniania mankietu sfigmomanometru (objaw Loewenberga).

## Diagnostyka obrazowa
Gdy wystąpi podejrzenie zakrzepicy żył miednicy, powinno się wykonać ultrasonograficzne badanie metodą Dopplera i flebografię. Dzięki tym badaniom możliwe jest zlokalizowanie zakrzepu oraz określenie jego wielkości i ewentualnego wieku.

## Skutki
Poprzez trudne rozpoznawanie zakrzepów w żyle biodrowej wewnętrznej, często powodują zjawiska takie jak zator płucny (nadciśnienie płucne), niewydolność sercowa ciężarnych i nagłe zatory płucne podczas połogu. Zakrzepy żyły biodrowej zewnętrznej często zstępują do żyły udowej, wówczas łatwo je rozpoznać na podstawie obrzęku chorej kończyny oraz bolesności w obrębie dużych naczyń żylnych. Obie postacie zakrzepicy mogą wstępować do żyły głównej dolnej. Zastawki żylne które zostały objęte zakrzepicą po kilku dniach ulegają nieodwracalnym uszkodzeniom co z reguły powoduje wystąpienie zespołu pozakrzepowego.

## Leczenie
Leczenie polega na podawaniu dużych dawek heparyny. W początkowej, ostrej fazie podaje się jednorazowo 5000 j.m. heparyny dożylnie, następnie 400 j.m./kg mc. na 24 h. Podczas ciąży zaleca się heparynę drobnocząsteczkową. Unieruchomienie i wysokie ułożenie pacjenta oraz ucisk chorej kończyny zmniejsza obrzęk i ból lecz nie zmniejsza ryzyka powstania zatoru i/lub zespołu pozakrzepowego. Po początkowej terapii wysoką dawką heparyny, zaleca się wtórną profilaktykę mniejszymi dawkami heparyny lub preparatami heparyny drobnocząsteczkowej. Następnie wdraża się kurację doustnymi antykoagulantami takimi jak pochodne kumaryny która stosuje się do 2 lat (przeciwwskazane podczas karmienia piersią). W czasie tej kuracji należy kontrolować stan układu krzepnięcia, oznaczając czas protrombinowy.